# Espícula
|  | Per a altres significats, vegeu «Espícula (esponja)». |

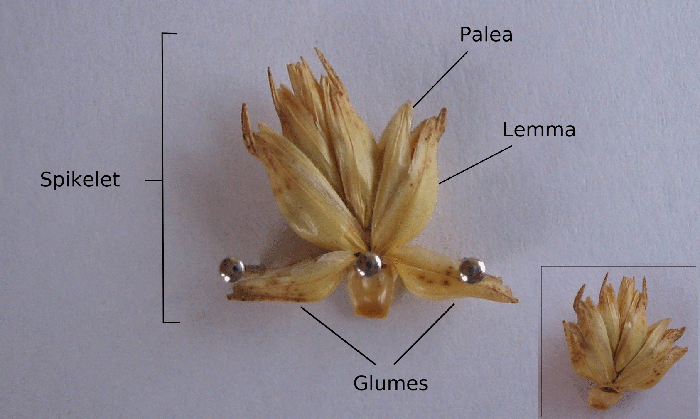
Parts d'una espícula de blat

En botànica, l'espícula o espigueta és la inflorescència característica bàsica de les poàcies o gramínies i de la família de les ciperàcies. Es tracta d'una inflorescència reduïda a una, dues o diverses flors incompletes, i protegides a la base per dues bràctees o glumes. Les espícules s'agrupen formant una o més espigues (en el cas del blat per exemple) o panícules (com en la civada).

## Estructura de l'espícula de les gramínies
L'espícula té un eix, anomenat raquil·la, inserit en la inflorescència principal amb una tija (espigueta pedicel·lada), o sovint sense tija (espigueta sèssil). En aquest eix, i en disposició alterna, hi ha els eixos secundaris o florals.

## Glumes
A la base de l'espícula trobem les glumes, generalment dues (de vegades una solament, en altres casos entre tres i sis). Són dues bràctees sèssils i alternes (aparentment oposades), allargades i com doblegades per la meitat per cobrir i protegir la base de l'espícula. La gluma inferior és generalment menor que la gluma superior i, de vegades tan reduïda que sembla que no n'hi hagi.

## Glumel·les
Les glumel·les són unes bràctees, normalment fines, resistents i folioses, que protegeixen les estructures florals que juntes formen l'espícula pròpia de les gramínies o poàcies. Consten de dues peces que envolten la flor: la superior o interna és la glumel·la anomenada pàlea i la inferior o externa és la glumel·la anomenada lemma.
La lemma sovint presenta arestes, generalment una i de vegades diverses. Les característiques d'aquestes arestes (la longitud, la forma, la presència de pèl, el mode d'inserció) serveixen per a identificar diferents gèneres i espècies. Les glumel·les, a més de protegir l'espícula i després el gra (cariopsi), són un ajut per a identificar i distingir les diferents espècies de gramínies.

## Flors
La tija floral equival al peduncle floral, i acaba amb una sola flor que en les gramínies és representada només per les parts fèrtils, és a dir, tres estams i un ovari format per la fusió de dos carpels amb dos estigmes plomosos. En alguns gèneres el nombre d'estams és diferent: sis en l'arròs i Bambusa (bambú). A la base de la flor es poden observar dues peces estèrils membranoses reduïdes a la mida d'una escata i que s'anomenen glumèl·lules o lodícules. Aquestes s'interpreten com les restes del periant.
En el moment de la floració, les anteres dels estams, molt mòbils, sobresurten fora de l'espícula, permetent la pol·linització pel vent.

## Perill de les espícules
Les espícules seques quan maduren tenen un cert perill per a algunes mascotes, especialment gossos. S'aferren a la roba i poden, per la seva petita mida, penetrar en diversos orificis (orelles, nas, etc.) A més la presència d'arestes s'oposen a qualsevol retirada. Es poden crear diverses lesions, abscessos, etc. També pot endinsar-se fins que en no poden sortir forma una bola o un abscés en altres parts del cos. Un veterinari pot ser imprescindible per extreure l'espícula.